# Palacio Real de La Granja de San Ildefonso
Palacio Real de La Granja de San Ildefonso är ett av det spanska kungahusets residens. Det ligger i provinsen Segovia i Real Sitio de San Ildefonso. Palatset drivs av Patrimonio Nacional och är öppet för allmänheten.
Real Sitio de La Granja ligger på norra sidan av Sierra de Guadarrama, 13 kilometer från Segovia, och ungefär 80 kilometer från Madrid. Namnet härstammar från en gammal gård som tillhörde jerónimoorden i monasterio de El Parral som låg i närheten.

## Historia
Palatset byggdes under Filip V:s regering, som blev imponerad av traktens skönhet under en jakt. Kungen, som ville komma bort från det gamla Alcázar de los Austrias, gav order till Teodoro Ardemans att konstruera ett litet barrockpalats med stora trädgårdar. Fastän arbetena påbörjades 1721, gav själve Filip V order om successiva utökningar av palatset, tills det hade förvandlats till hans "lilla Versailles", fast det mer liknar det försvunna slottet Marly. Sedan dess och fram till Alfons XIII av Spanien, omvandlades palatset till ett sommarresidens för det spanska kungahuset. I detta palats föddes de tre barnen till kung Alfons XIII: hertigen av Segovia, Jaime de Borbón y Battenberg; infantinnan Beatriz de Borbón y Battenberg och den blivande hertigen av Barcelona Juan de Borbón y Battenberg, far till Spaniens nuvarande kung Juan Carlos I av Spanien.
På nedre våningen i palatset ställer man ut en samling skulpturer av drottning Kristina, som hon efter sin abdiktion samlade i sin exil i Rom. Skulpturerna införskaffades av Filip V och försågs med socklar som fortfarande står kvar i de ursprungliga platserna. Skulpturerna forslades under 1800-talet till Museo del Prado och ersattes med reproduktioner i gips. Salongerna , som är dekorerade med stuck av imiterad marmor, har återfått sin glans efter en nyligen gjord restaurering.
Palatset härjades av en eldsvåda den 2 januari 1918 som förstörde freskerna i några salar. Under senare tider har man ordnat plats för att ställa ut väggbonader, bland dessa el Apocalipsis och Los Honores, två väggbonader av hög klass.

## Byggnader och annex

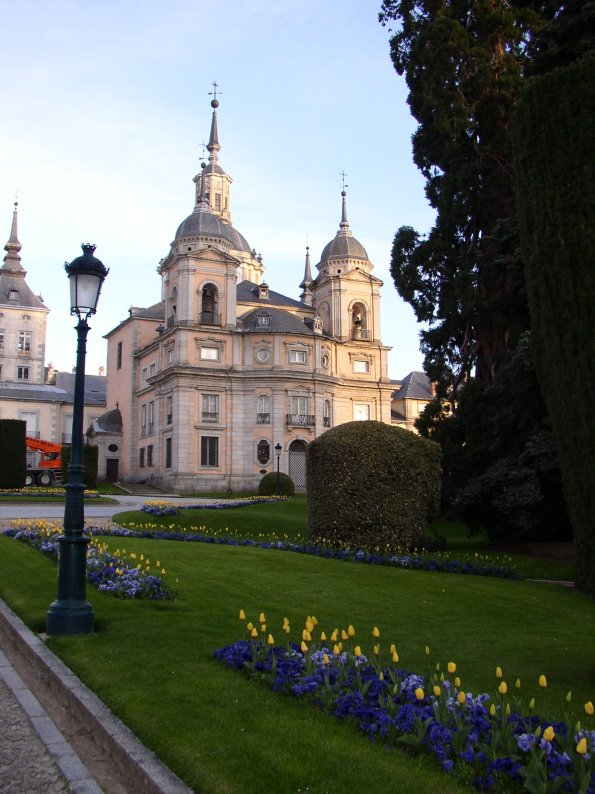
Kungliga kollegiet av Santísima Trinidad, som är en del av anläggningen.

Anläggningen består av själva palatset och en serie annex, som bildar formen av ett U, omslutande  en halvcirkelformad trädgård, där barrträd står reser sig vid ingången. Palatset, i anläggningens front, består av två trädgårar, los Coches, till vänster och la Herradura till höger. I ett annex till palatset ligger kungens gamla kapell, Kungliga kollegiet av Santísima Trinidad, som i sin tur har ett känt kapell, Capilla de la Reliquias y Cenotafio Real, där kung Filip V och hans andra hustru, Isabel de Farnesio, vilar i ett praktfullt mausoleum.
Vinkelrätt mot palatset, på vänster sida, ligger en byggnad känd som Antigua Casa de las Damas (”Kvinnornas gamla hus”). Idag ligger där Tapetmuseet, där man ställer ut en samling flamländska tapeter, i stort format och med mångfärgad ikonografi, tillverkade till ära för kung Karl I. På vänster sida av torget ligger en annan byggnad ansluten till huvudbyggnaden, känd som Casa de los Oficios (”Administrationsbyggnaden”). På höger sida om palatset ligger en fristående byggnad, men intill Tapetmuseet, det gamla Antigua Casa de Canónigos (”Kanikernas gamla hus”), avskilt från museet genom gatan la Estebanilla.
En annan av byggnaderna i palatsområdet är Casa de las Flores, med en area av totalt 655 m2.

## De kungliga trädgårdarna

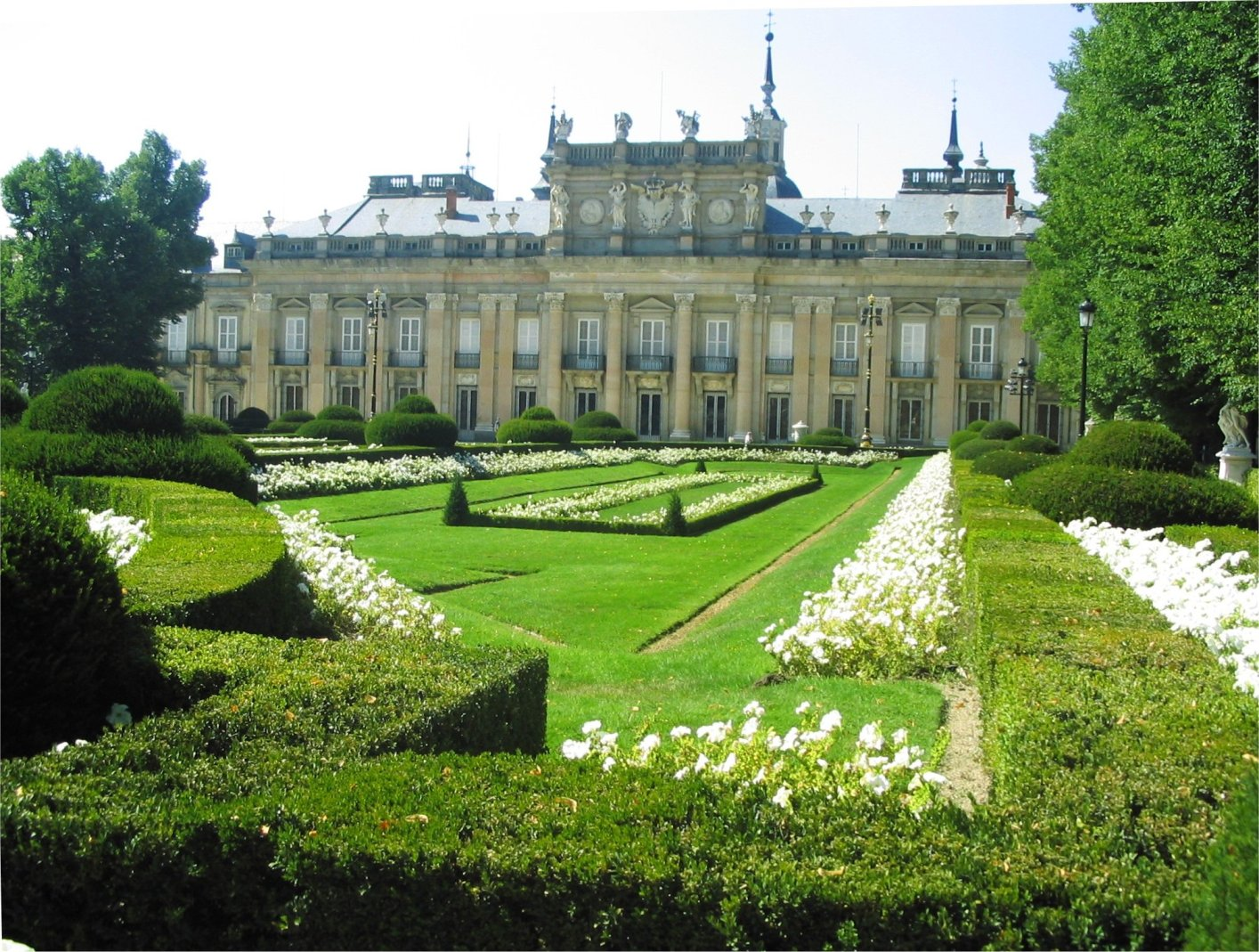
Vy över slottet och trädgårdarna.

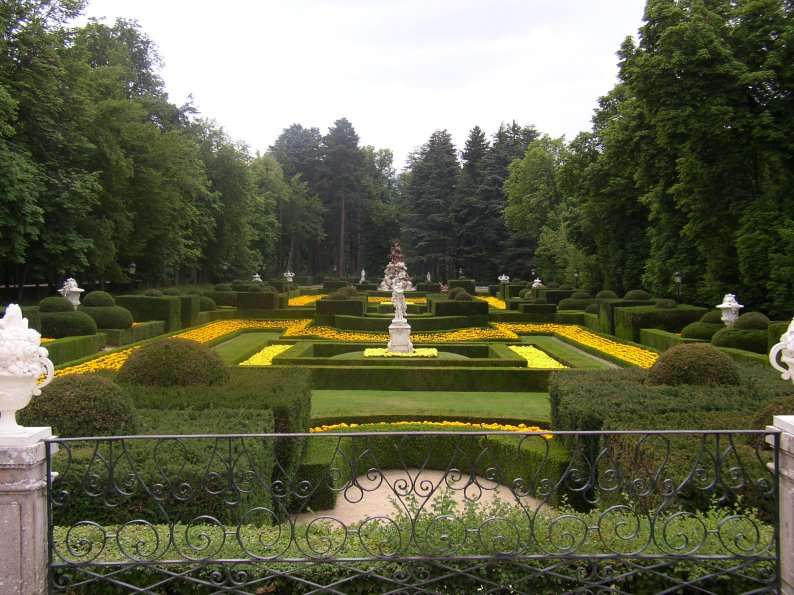
Vy över trädgårdarna.

Med en yta av 6,1 km2 sträcker sig trädgårdarna runt om palatset och är ett av de bästa exemplen på europeisk trädgårdsarkitektur från 1700-talet.
Trädgårdarna formgavs av den franske trädgårdsmästaren René Carlier, som använde sig av de naturliga kullarna som ringar in palatset som hjälp för det visuella perspektivet och som källa till de 26 vattenfontäner som pryder parken. Carlier avled 1722, och hans arbete fortsattes genom hans landsman Esteban Boutelou I (på franska Étienne Boutelou).
Fontänerna är inspirerade av den grekiska mytologin, inklusive gudar, allegorier och mytologiska scener. De byggdes i bly för att förhindra korrosion, fast de målades i bronsimitation för att förädla dem.
Bassängerna och ledningssystemet från tiden för Isabella II av Spanien är fortfarande i funktion. Då motorer saknades för drift av fontänerna, var konstruktörerna på 1700-talet beroende av gravitationen för att få ett vattentryck på upp till 40 m. En konstgjord sjö kallad El Mar (”havet”) konstruerades vid sidan intill parkens högsta punkt och förser systemet med tillräckligt med vatten med nödvändigt tryck för hela systemet.
För närvarande är endast några av fontänerna i daglig drift. Men tre gånger per år i samband med festerna San Fernando (30 maj), Santiago (25 juli) och San Luis (25 augusti), aktiveras åtta fontängrupper, vilket ger ett skådespel som årligen bevittnas av tusentals personer.